# Jurij Colakovič Oganesian
Jurij Colakovič Oganesian in russo Юрий Цолакович Оганесян? (Rostov sul Don, 14 aprile 1933) è un fisico russo con cittadinanza armena che lavora presso il Laboratorio Flërov di reazioni nucleari (FLNR) dell'Istituto unito per la ricerca nucleare di Dubna.

## Biografia
Ha ottenuto la laurea in Scienze Fisiche e Matematiche nel 1970. Ha cominciato la sua collaborazione con il laboratorio per le reazioni nucleari dal 1967, partecipando allo sviluppo della fisica degli ioni pesanti a Dubna, sotto la direzione di Georgij Flërov. È stato vicedirettore del laboratorio dal 1976 fino al 1989, quando ne ha assunto la direzione, posizione che ha tenuto fino al 1997.
Le sue ricerche hanno abbracciato diversi argomenti, in particolare la sintesi di elementi transuranici. Ha contribuito alla scienza nucleare applicata occupandosi di membrane pista per microfiltri, della produzione di isotopi ad alta purezza per gli studi di medicina (iodio 123, plutonio 237), degli acceleratori di ioni pesanti. Nelle reazioni di ioni pesanti ha contribuito in particolare allo studio dei processi di fissione e fusione e più recentemente allo studio delle interazioni e le proprietà dei nuclei esotici ricchi di neutroni. È stato a capo di un gruppo di lavoro fortemente impegnato negli esperimenti di sintetizzazione degli isotopi degli elementi con numero atomico 113 (nihonio) e 114 (flerovio). In suo onore, l'elemento con numero atomico 118 ha preso il nome di oganesson.
È membro corrispondente dell'Accademia Russa delle Scienze. Ha ricevuto il Flerov Prize nel 1993 e il Premio Alexander-von-Humboldt nel 1995.